# Teddy Nordling
Teddy Nordling (* 22. April 1974) ist ein ehemaliger finnischer Handballspieler, der dem Kader der finnischen Nationalmannschaft angehörte. Im Jahre 2001 wurde er in Finnland zum Handballspieler des Jahres gewählt.
Nordling spielte in Finnland für Hangö IK und BK-46, mit denen er drei Mal die Meisterschaft gewann. Weiterhin lief er für den portugiesischen Verein VFC Setúbal auf. Ab der Saison 1997/98 stand Nordling beim schwedischen Verein Alingsås HK unter Vertrag. Im Jahre 2001 unterschrieb der Rückraumspieler einen Vertrag beim deutschen Bundesligisten VfL Bad Schwartau. Nach nur einer Saison, in der er mit dem VfL am Europapokal der Pokalsieger teilnahm, kehrte er zum Alingsås HK zurück. Im Jahre 2008 beendete Nordling dort seine Karriere. Für Alingsås HK erzielte er insgesamt 1502 Tore in 288 Spielen. Ihm zu Ehren wird seine ehemalige Rückennummer 6 nicht mehr beim Alingsås HK vergeben.
Nordling bestritt 102 Länderspiele für Finnland, in denen er 360 Treffer erzielte. Neben ihm liefen lediglich Björn Monnberg, Tommi Sillanpää und Mikael Källman über 100-mal für Finnland auf.
Nach seiner Karriere zog Nordling in die finnische Stadt Hanko, wo er gemeinsam mit seinem Bruder ein Fitnessstudio betreibt. Beim Verein HC HIK engagierte er sich als Jugendtrainer. Die von ihm trainierte D-Jugend gewann 2012 die finnische Meisterschaft. Ab der Saison 2015/16 trainierte er gemeinsam mit Peter Kihlstedt den finnischen Erstligisten BK-46. Nachdem BK-46 in der Saison 2016/17 unter seiner Leitung finnischer Vizemeister wurde, endete sein Vertrag.
Nordling trainierte ab dem Oktober 2017 bis zum Juni 2018 die finnische U20-Nationalmannschaft. Ab der Saison 2018/19 trainierte er gemeinsam mit Marcus Sjöstedt die Herrenmannschaft des finnischen Vereins Sjundeå IF. Im Sommer 2019 übernahm er zusätzlich das Co-Traineramt der finnischen Nationalmannschaft. Im November 2020 wurde er beim Sjundeå IF entlassen.